# نظام المعدنين

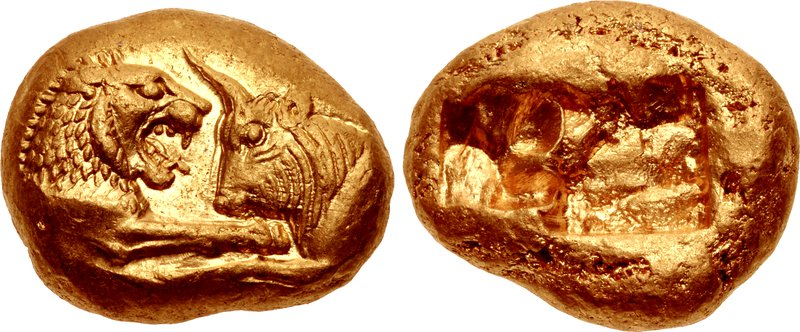

نظام المعدنين هو مصطلح اقتصادي للنظام النقدي تكون فيه قيمة العملة معرفة بشكل مكافئ لكمية محددة من معدنين (فلزين)، وغالباً ما كانا الذهب والفضة، بحيث يشكلان قيمة تحويل ثابتة.
كان نظام المعدنين بديلًا ممكناً للغطاء الذهبي (أو قاعدة الذهب) بالإضافة إلى قاعدة الفضة في عدة دول في العالم، مما أتاح استخدام الذهب والفضة بشكل غير محدد في سك العملة. بقي الأمر كذلك حتى حدوث صدمة نيكسون واعتماد سعر الصرف العائم للعملات.